# Charles Trenet

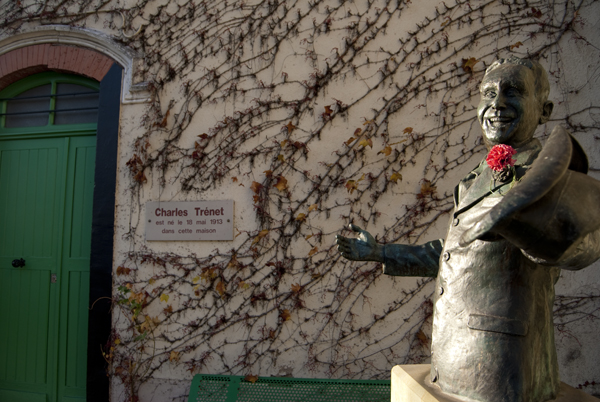
Casa Natal de Charles Trenet en Narbonne.

Louis Charles Augustin Georges Trenet (Narbonne, Francia, 18 de mayo de 1913 - Créteil, Francia 19 de febrero de 2001), más conocido como Charles Trenet, fue un compositor y cantante francés llamado por algunos «el padre de la canción francesa».

## Juventud e inicios
Trenet enfermó de fiebre tifoidea a la edad de 7 años. Durante su convalecencia, con el propósito de entretenerse, empezó a desarrollar sus habilidades artísticas, iniciándose en la música, la pintura, y la escultura.
A pesar de odiar las matemáticas con pasión, en 1927 terminó su bachillerato con honores y se fue a Berlín a estudiar arte. A su regreso a París en 1930 Trenet ejerció trabajos varios de poca monta en un estudio de películas, estableciendo contacto frecuente con el medio artístico en el vecindario de Montparnasse.
Formando un dúo junto con el pianista Johnny Hess trabajó en el cabaret Le Fiacre hasta que fue llamado a cumplir el servicio militar en 1936. Fue después de finalizar este cuando Trenet recibió el sobrenombre que le acompañaría toda su vida: "Le fou chantant" (el loco cantante).

## Años de la Segunda Guerra Mundial
Durante la Segunda Guerra Mundial, Trenet  actuaba con frecuencia en los cabarets Folies-Bergère y Gaieté Parisienne frente a un público compuesto a menudo por oficiales y soldados alemanes. Sus enemigos en la prensa quisieron comprometerlo diciendo que el nombre Trenet ocultaba sus orígenes reales, y publicaron que su apellido era un anagrama de "Netter", un nombre judío. Trenet fue capaz de defenderse demostrando por medio de su árbol genealógico que no tenía antecedentes judíos. Este acto de defensa, una vez terminada la guerra, fue mencionado con frecuencia como reproche de su conducta. Al igual que un considerable número de artistas de la época, Trenet decidió seguir en el medio artístico entreteniendo a las masas, evitando así causar daño a su carrera, al tiempo que mostraba poco interés en los problemas de discriminación nazi. Cuando los alemanes se lo pidieron, Trenet aceptó ir a los campos de detención de prisioneros franceses para cantar y entretenerlos.

## Después de la guerra

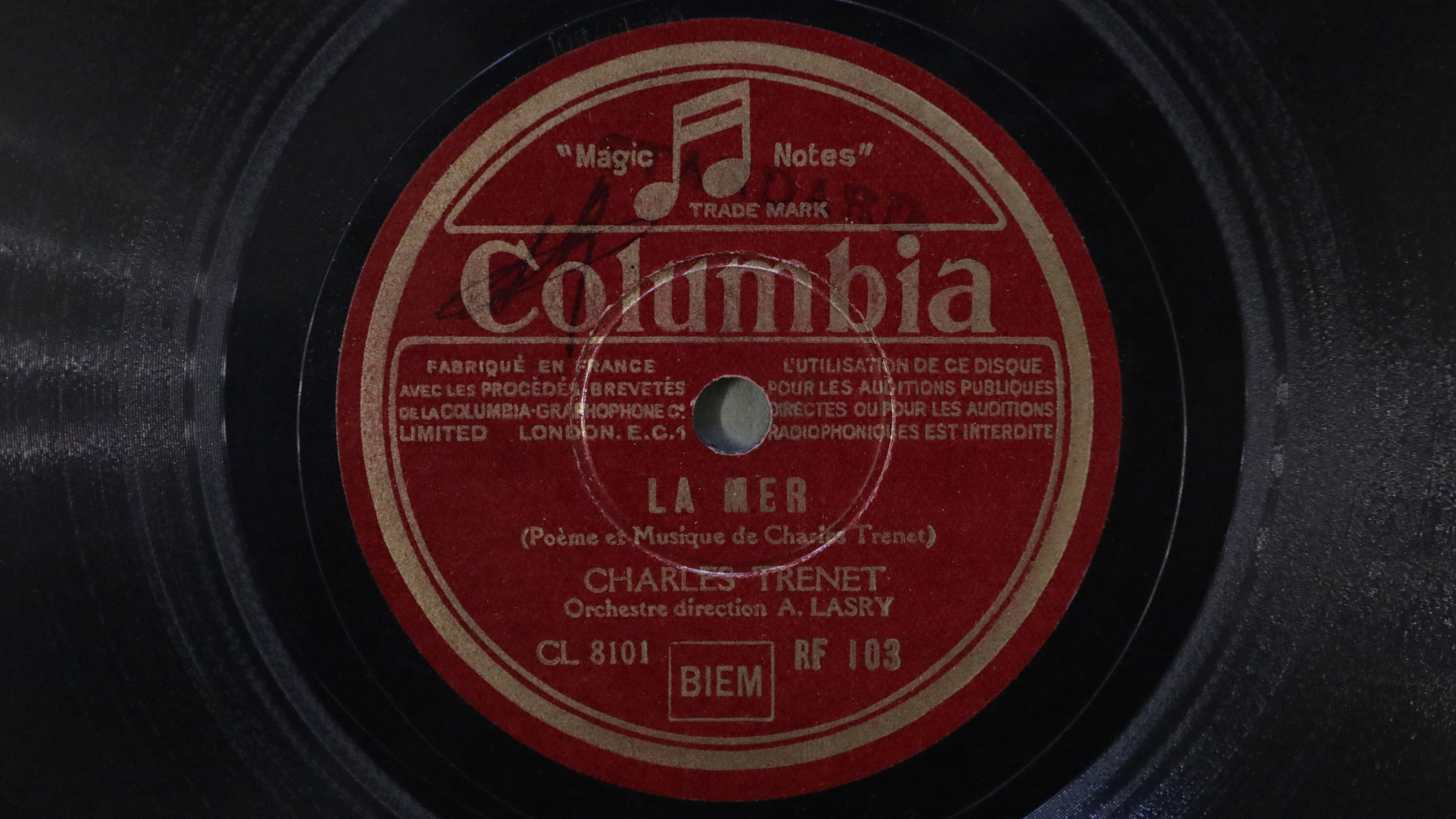
Charles Trenet. La mer (78 tours Columbia)

Al finalizar la guerra Trenet se mudó a Estados Unidos, donde vivió durante unos años y logró gran éxito. Después de una serie de conciertos en el Bagdad en Nueva York, recibió ofertas de la industria de Hollywood. Allí conoció a Louis Armstrong e inició una larga amistad con Charlie Chaplin.
Su canción más famosa "La mer" (El Mar), la cual según la leyenda compuso junto a Leo Chauliac en un tren en 1943, fue grabada por primera vez en 1946. "La Mer" es quizás aún más conocida gracias a sus versiones en otros idiomas, contándose más de 400 de estas. En inglés fue traducida como "Beyond the Sea" (Más allá del mar), y fue un éxito en la voz de Bobby Darin. Una de sus versiones más recientes es la del cantante inglés Robbie Williams. La canción es también uno de los temas musicales utilizados por la empresa de cruceros Carnival Cruises en sus propagandas por televisión, además de haber aparecido siendo cantada en numerosas películas (tales como Soñadores de Bernardo Bertolucci) y series de televisión (más recientemente en la serie estadounidense Lost). También uno de sus temas, "Boum!", es central en la película “Toto Le Heros” de Jaco Van Dormael (1991). Trenet compuso y cantó un variado grupo de canciones que se han convertido en clásicas canciones de estilo popular en Francia. Entre estas se incluyen: "Fleur bleue", "Y'a de la joie", "Je chante", "Douce France", "Que reste-t-il de nos amours?" así como "La mer". "La mer", en la interpretación de Julio Iglesias, también es utilizada en la película Tinker Tailor Soldier Spy traducida como El topo.

## Regreso a Francia
En 1951, Trenet regresó a París, actuando en el Théâtre de l'Etoile. En 1954 actuó por primera vez en el famoso teatro Olympia de París. El año siguiente compuso la famosa "Route Nationale 7" (en homenaje al establecimiento de vacaciones pagadas).
En 1958, Trenet era el acto central de los shows del Bobino y la Alhambra. En 1960 volvió al Théâtre de l'Etoile, apareciendo por primera vez sin el famoso sombrero con el que siempre aparecía en el escenario y que hasta entonces siempre le había acompañado convirtiéndose en parte característica de su actuación.

## Los años 1970
En 1970, Trenet viajó a Japón representando a Francia en la Exposición Universal en Osaka. El año siguiente tuvo una memorable actuación de nuevo en el "Olympia".
En 1973, la prensa francesa celebró con gran cobertura sus 60 años. En 1975 Trenet anunció por sorpresa que se retiraba. Su último concierto de despedida ese año en el Olympia fue muy emotivo.
Al morir su madre en 1979, Trenet se aisló por completo del mundo durante los siguientes dos años.

## Años finales

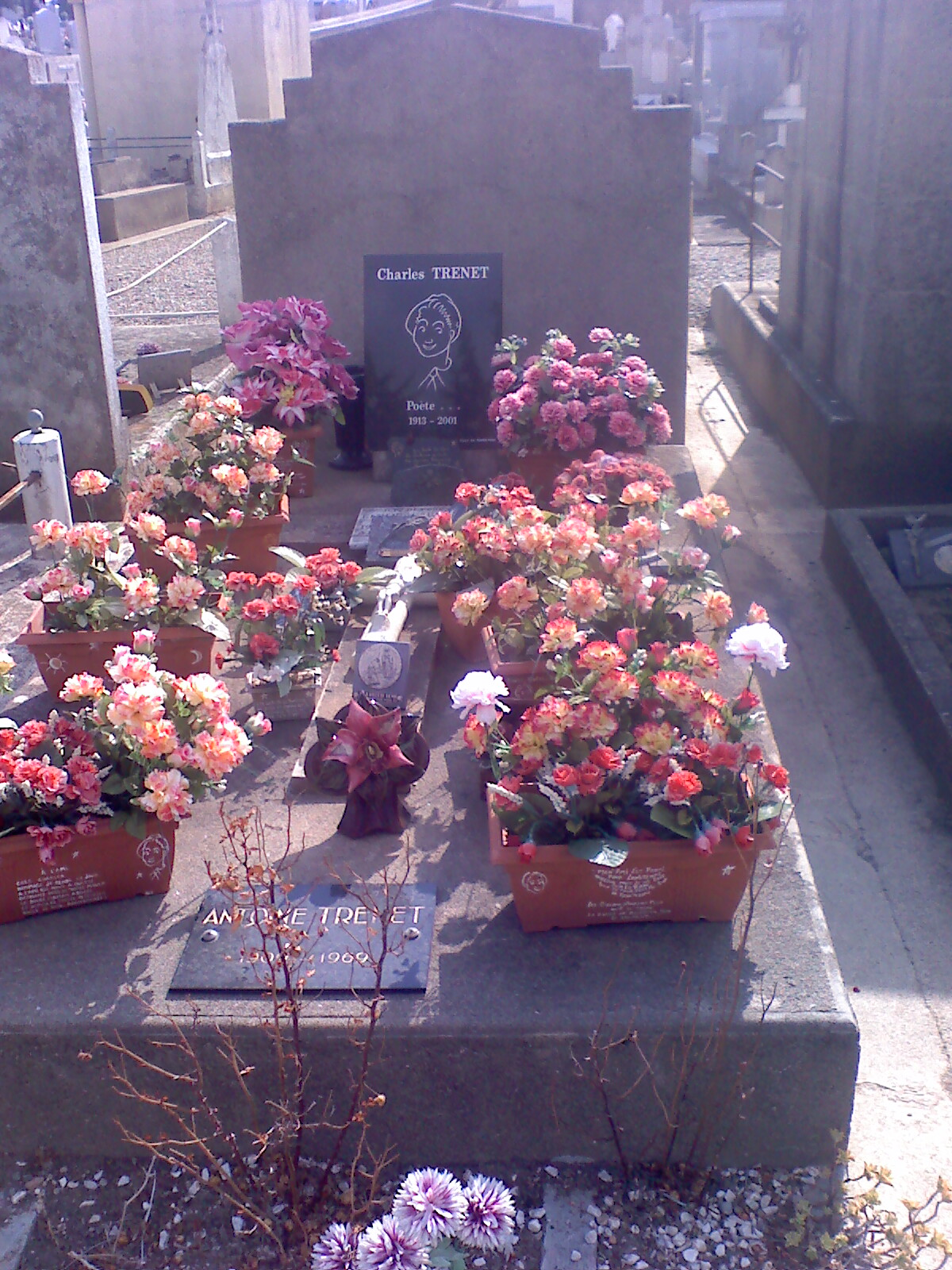
Tumba de Charles Trenet.

A pesar de su retiro seis años antes, en 1981 Trenet volvió grabando un nuevo álbum, dedicado por entero a recuerdos sentimentales de su infancia. Luego de este álbum volvió a un estado de retiro parcial, regresando esporádicamente tan solo para alguna actuación especial de gala en Francia o en el extranjero.
En 1999, más de cincuenta años después de componer su legendario clásico "La Mer", a la edad de 86 años Trenet volvió a grabar un álbum, Les poètes descendent dans la rue, con catorce nuevas canciones. En vista del éxito del álbum, Trenet se presentó de nuevo en persona. Sus conciertos fueron un éxito total, con la audiencia aplaudiendo con auténtico fervor espontáneo.
En abril del año 2000 Trenet fue hospitalizado de urgencia tras sufrir un accidente cerebrovascular. Tras estar varias semanas recuperándose en el hospital y meses en su hogar, en octubre logró encontrarse lo suficientemente recuperado como para visitar a su amigo Charles Aznavour, quien presentaba un show en el Palais des Congrès. Esta fue la última aparición pública de Trenet, pues falleció cuatro meses más tarde, dejando una huella imborrable.
La casa donde nació Trenet ha sido convertida en un pequeño museo dedicado a él.

## Enlaces y referencias
- Fundación Internacional José Guillermo Carrillo
- Artículo sobre Trenet de Radio Caracol
- Artículo sobre Trenet
- Portal dedicado a Trenet (en francés)
- Radio France Internationale - Biografía y discografía (en inglés)
- Fotografía: www.quimsphotos.com (casa natal)

- Datos: Q212549
- Multimedia: Charles Trenet / Q212549